# 1863 au théâtre
| Années du théâtre : 1860 - 1861 - 1862 - 1863 - 1864 - 1865 - 1866    |
| Décennies du théâtre : 1830 - 1840 - 1850 - 1860 - 1870 - 1880 - 1890 |

## Pièces de théâtre publiées
- Inez de Castro de Victor Hugo

## Pièces de théâtre représentées
- 20 octobre : Les Voyages de la Vérité, pièce fantastique mêlée de chants des Frères Cogniard et Eugène Grangé, au théâtre des Variétés

## Naissances
- 5 janvier : Constantin Stanislavski, acteur, metteur en scène et professeur d'art dramatique russe († 7 août 1938)

## Décès
- 2 août -- Bardou Aîné